# New Castle (New Hampshire)
New Castle – miasto w Stanach Zjednoczonych, w stanie New Hampshire, w hrabstwie Rockingham.